# Lungeløse salamandre
Lungeløse salamandre (Plethodontidae)  er en artsrig familie  af halepadder, som bl.a. kendetegnes ved helt at mangle lunger. Der kendes to underfamilier: Hemidactyliinae med ca. 390 arter og Plethodontinae med ca. 120 arter. Tilsammen udgør de næsten to tredjedele af verdens nulevende arter af halepadder.

## Udseende
Det er små til mellemstore, oftest ret slanke halepadder. De største arter af slægten Isthmura fra Mexico kan blive over 30 cm lange, hvoraf kroppen udgør lidt under halvdelen, hvorimod flere arter i slægten Thorius er små med en kropslængde på under 2 cm. Selv om kropsbygningen er forholdsvis kompakt hos slægter som Aneides, Ensatina, Pseudotriton m.fl., er de alle en smule ormeagtige; dette er særlig udpræget hos arterne i slægterne Batrachoseps (billede i taksoboksen) og Oedipina og visse arter i slægten Pseudoeurycea. Benene er små hos nogle arter, men lange og veludviklede hos andre. Hos visse arter af bl.a. Oedipina og Thorius er tæerne reducerede og mere eller mindre sammenvoksede. Klatrende arter har derimod store fødder med lange tæer; nogle arter, især inden for slægten Bolitoglossa, har mellem tæerne en veludviklet svømmehud, der fungerer som en slags sugeskiver, når salamandrene klatrer i vegetationen. Farvetegningen er yderst variabel; nogle er kryptisk farvede i grå, brunlige og sorte nuancer, mens andre er meget farvestrålende med røde, gule og orange farver på en mørk baggrund.

## Respiration
Enkelte vandlevende lungeløse salamandre har gæller, som de bevarer livet igennem. Det gælder bl.a. flere medlemmer af slægterne Eurycea og Gyrinophilus, der tilbringer livet i underjordiske vandløb og kilder.
De resterende arter har som voksne hverken gæller eller lunger. Derfor må udvekslingen af gasser foregå over huden og gennem slimhinderne i mundhulen. Sidstnævnte betyder, at salamandrene faktisk trækker vejret; luften når bare ikke længere ind end munden. Da udvekslingen af gasser foregår over huden, er alle lungeløse salamandre meget tyndhudede, og de er derfor særlig sårbare over for udtørring.

## Udbredelse og levested
Deres hovedudbredelse ligger i Amerika, hvor de er udbredt fra det sydlige Canada i nord til Bolivia og Brasilien i syd. I Europa er de repræsenteret af hulesalamandrene (slægten Speleomantes), hvis otte arter findes i det sydøstligste Frankrig, i Italien og på Sardinien. Derudover findes der en enkelt art (Karsenia koreana) i Sydkorea.
Lungeløse salamandre findes på en række forskellige levesteder, fra tørre fyrreskove til regnskove og tågeskove. Trods den tynde hud lever enkelte arter også i åbne områder og kan endda findes i halvørkener. Desuden er mange arter tilknyttet huler, om end det kun er et fåtal, som er obligat hulelevende. De er udbredt fra lavlandet og højt op i bjergene; Pseudoeurycea gadovii fra Mexico er fundet i over 5.000 m's højde på Pico de Orizaba, hvilket gør den til verdens højest forekommende halepadde.
Flertallet af lungeløse salamandre er landlevende, men slægter som Desmognathus, Eurycea, Gyrinophilus, Pseudotriton m.fl. er mere eller mindre vandlevende og kan findes i vandløb, sumpe og moser; nogle få arter er neotene, har udvendige gæller og forlader aldrig vandet. Blandt de landlevende arter holder en stor del til på jorden, mens andre, især de mest langstrakte og ormeagtige, er gravende. Især i troperne er mange arter klatrende og tilbringer livet i træerne, hvor de bl.a. søger tilflugt i bladskederne på planter af ananasfamilien. Arter i slægterne Nototriton og Cryptotriton er specialiseret i at leve i mospuder på træer og klipper.

## Levevis og forplantning
Føden består af smådyr som orme, snegle, krebsdyr, insekter og edderkopper. En række arter har ret svage kæber og lever hovedsagelig af små insekter, som de fanger med tungen, der kan skydes både langt og lynhurtigt ud af munden. Andre har kraftige kæber og kan æde ret stort bytte; flere arter i slægterne Gyrinophilus og Desmognathus æder også andre salamandre.
Alle lungeløse salamandre lægger æg, og hos de fleste arter foregår hele udviklingen til færdig salamander inde i ægget. Hos nogle slægter er der dog et larvestadium, hvor laverne lever en periode i vandet og ånder ved gæller, indtil de forvandler sig, mister gæller og går på land. Æggene lægges typisk på fugtige steder under jorden, men kan også placeres i mospuder og planter højt over jorden. En del arter opsøger fugtige huler for at lægge deres æg der. Arter med et frit larvestadium lægger oftest æggene på sten, rødder og vandplanter i vand. De fleste medlemmer af slægten Desmognathus lægger æggene på land i vandkanten, og efter klækningen kravler larverne ned til vandet.
Mange lungeløse salamandre har yngelpleje, således at hunnen (og i sjældne tilfælde også hannen) bliver ved æggene, indtil de klækker.